# فولكن
فولكن (بالألمانية: Volken) هي إحدى بلديات مقاطعة أندلفينغن في كانتون زيورخ في سويسرا. تبلغ مساحتها 3.21 كيلومتر مربع، ويقدر عدد سكانها بـ 342 نسمة (حسب تعداد ديسمبر 2017).